# Шабаш (альбом)
«Шаба́ш» — концертный альбом российской рок-группы «Алиса», выпущенный в 1991 году. Основой альбома стал концерт группы, который прошёл 28 октября 1990 года в Москве в Лужниках.
«Шабаш» посвящён близкому другу Константина Кинчева Александру Башлачёву, который погиб 17 февраля 1988 года. Само название альбома состоит из двух слогов его имени и фамилии (СаШАБАШлачёв).
«Шабаш» считается первым концертным двойником в истории отечественной рок-музыки,
а сам Константин Кинчев в 1996 году назвал его лучшим альбомом группы:
Я считаю альбом “Шабаш” для творчества “Алисы” самой удачной работой. Для меня это самый удачный альбом, который мне удалось сделать. Может быть благодаря тому, что он ещё и концертный, потому что мы всё-таки концертная группа, а не студийная. И благодаря тому материалу, который там был…

## История записи
Предыдущий альбом «Шестой лесничий» группа «Алиса» записывала в студии «Тонваген», также известной как «MCI», под руководством звукорежиссёра Виктора Глазкова, но к моменту записи «Шабаша» музыканты поругались с Виктором.
В связи с этим запись сначала осуществлялась во Франции. Здесь участники группы «Алиса» оформили шесть песен, но после решили отказаться от этой идеи, и судьба фонограммы осталась неизвестной.
После этого музыканты обратились в ВПТО «Видеофильм». За основу альбома было решено взять московский концерт 28 октября 1990 года в Лужниках.
Помимо упомянутого концерта с помощью 24-канальной передвижной студии были записаны ещё три, и из всего материала было отобрано семнадцать песен. Впоследствии из-за рамок длительности альбома часть песен пришлось сократить.
После того, как композиции были записаны, началась работа в студии. Этим процессом руководил звукорежиссёр Андрей Худяков. Партии бас-гитары, барабанов и рифовых гитар в основном не претерпели изменений. Вокал, наоборот, был переписан во всех песнях, кроме «Всё это рок-н-ролл». Процесс записи клавиш немного затянулся, так как музыканты не хотели упускать предоставленной «Видеофильмом» возможности сделать эти партии качественными. Сам Андрей Худяков немного рассказал о том, в какой атмосфере проходила работа над «Шабашом»:

Было интересно, дико интересно. Мы постоянно что-то придумывали. Альбом рождался в результате большой и нестандартной монтажной, инженерной, звукорежиссёрской работы. На окончательном сведении использовали шумы зала, реплики, совмещали фонограмму, когда Константин поёт, и зал ему подпевает… Да и оборудование позволяло развернуться: пульт Neve, 24-канальный широкий магнитофон Studer, прекрасная обработка. То есть получился причёсанный в студийных условиях альбом, до краёв наполненный концертным духом.

Гитарные партии «Шабаша» были сыграны совместно Андреем Шаталиным и Игорем Чумычкиным, появление которого, ещё со времён альбома «Шестой лесничий», сделало звучание «Алисы» более тяжёлым. Иногда в одной песне прописывалось до пяти соло-гитар, которые в итоге должны были звучать как одна.
Услуги студии музыканты оплачивали самостоятельно, предварительно взяв для этого ссуду; после того как эта ссуда была выплачена, себестоимость «Шабаша» выросла в четыре раза. Прибыль была пущена в оборот, ведь в то время музыканты сами занимались всеми организационными вопросами, например, даже арендой самолёта для перевозки аппаратуры и сцены во время тура по стране.
В 1990 году бас-гитарист «Алисы» Пётр Самойлов рассказал, что студия, в которой проходила запись, была очень дорогой, но качественной. Также он добавил, что аппаратура была фантастической, и это позволило сделать что-то совершенно новое, найти новое звучание.
Константин Кинчев тоже остался доволен работой с Андреем Худяковым. «Алиса» продолжила сотрудничество с Андреем, и следующий альбом «Для тех, кто свалился с луны» был также записан под его руководством. В 1995 году в интервью журналу «Фузз» Константин Кинчев назвал Андрея Худякова хорошим звукорежиссёром.

## Создание фан-клуба и появление газеты
В 1991 году, после выхода альбома «Шабаш», был создан фан-клуб «Армия Алиса». Под девизом «Каждому армейцу — бесплатный концерт» участникам клуба была предоставлена возможность не только приобрести альбом, но и получить билет, по которому они могли бесплатно посещать концерты «Алисы» в течение 1992 года, однако через некоторое время от идеи с бесплатными концертами пришлось отказаться, и члены фан-клуба отныне стали получать скидку в 20 % на атрибутику и билеты.
Группа объявляла о том, что в скором времени будет выпущен тот или иной альбом и его цену, а желающие могли прислать свои письма с заявкой. Таким образом, участники фан-клуба становились первыми, кто слышал новые песни. Также через «Армию Алиса» реализовывалась вся продукция группы: плакаты, майки, значки и прочее.
У Константина Кинчева даже возникла идея обеспечивать существование «Алисы» исключительно продажей альбомов и продукции, а концерты превратить в бесплатную акцию, на которой группа выигрывает лишь в том, что устраивает праздник себе и всем тем, кто на них приходит.
Помимо фан-клуба в 1991 году появилась газета группы под названием «Шабаш». Её идейными руководителями стали Константин Кинчев и Пётр Самойлов, а редактором был назначен Сергей Степанов. В «Шабаше» публиковались интервью с участниками группы, статьи, посвящённые их творчеству, а также отчёты о концертах и стихи, написанные участниками «Армии Алиса». Газета просуществовала недолго: вскоре из-за финансовых трудностей и невозможности найти спонсора она перестала печататься.

## Список композиций
Многие песни из альбома впервые были представлены на суд «уважаемой публики» (как Константин Кинчев называет всех, кому близко творчество группы «Алиса») во время концерта, прошедшего в Пскове 13 марта 1988 года. Этот концерт был записан, и в 2000 году компания CD-land выпустила его под названием «Акустика. Часть 3».
Музыка и тексты песен написаны Константином Кинчевым, если не указано иное.
| №   | Название              | Текст песни | Музыка                    | Длительность |
| --- | --------------------- | ----------- | ------------------------- | ------------ |
| 1.  | «Шабаш»               |             |                           | 8:09         |
| 2.  | «Жар Бог Шуга»        |             |                           | 5:23         |
| 3.  | «Бес паники»          |             |                           | 4:35         |
| 4.  | «Лодка»               | Су Ши       |                           | 6:23         |
| 5.  | «Моё поколение»       |             |                           | 4:00         |
| 6.  | «Ко мне»              |             | Кинчев, Павел Кондратенко | 4:46         |
| 7.  | «Стерх»               |             |                           | 5:44         |
| 8.  | «Ветер водит хоровод» |             | Кинчев, Андрей Королёв    | 7:12         |
| 9.  | «Чую гибель»          |             |                           | 4:57         |
| 10. | «Красное на чёрном»   |             |                           | 4:29         |
| 11. | «Всё это рок-н-ролл»  |             |                           | 4:29         |
| 12. | «Сумерки»             |             |                           | 4:06         |
| 13. | «Шабаш 2»             |             |                           | 4:57         |
| 14. | «Новая кровь»         |             |                           | 5:32         |
| 15. | «Всё в наших руках»   |             | Кинчев, Пётр Самойлов     | 3:37         |

- Константин Кинчев написал песню «Шабаш» сразу после гибели Александра Башлачёва[4]. Название было сложено из слогов его имени, фамилии и прозвища — «СашБаш». По мнению автора книги «Алиса 100 страниц», само слово «шабаш» имеет двойной смысл: это может быть междометие, вроде «всё» и «хватит», а также «сборище ведьм», что делает песню не только поминальной[4]. В тексте песни есть четверостишье (Рысью по трупам живых,/Сбитых подков не терпит металл./Пни, буреломы да рвы,/Да пьяной орды хищный оскал.), которое не вошло в запись альбома и не исполняется на концертах[3]. Впервые песня была исполнена в акустике 13 марта 1988 года в Пскове[1].
- В своём исследовании становления рок-культуры в России Илья Кормильцев и О. Сурова высказывают точку зрения, что песня «Жар Бог Шуга», так же как и «Стерх», «Плач», «Шабаш», «Пляс Сибири» и многие другие — это результат влияния Дмитрия Ревякина на творчество Константина Кинчева[19]. В концертном альбоме «Акустика. Часть 3» слышно, как музыкантов «Алисы» спросили: есть ли в их творчестве созидающие идеи и что это за песни? Немного подумав, полушутя, Константин Кинчев ответил, что все песни группы являются созидающими и следующая — одна из таких; а после этого диалога началось исполнение «Жар Бог Шуга». Песня была написана весной 1987 года в Москве (Щелчок)[20].

- Во вступлении к песне «Бес паники» Константин Кинчев произнес: «Всем тем, кто отдал свои души ветру, кто знает, что такое любовь, но и умеет ненавидеть, „Алиса“ дарит свой огонь! Грейтесь, пока мы в силе! Да не коснётся вас своей поганой метлой танцующий бес паники». Эта одна из самых старых песен Константина Кинчева в этом альбоме, написанная ещё осенью 1986 года в Москве, не входит больше ни в один официальный релиз группы[1].
- На концерте, который был издан под названием «Акустика. Часть 1» Константин Кинчев перед исполнением песни «Лодка» сделал вступление: «следующая песня тоже написана не нами, а написана таким китайским поэтом Су Ши. Ну коль Су Ши, то мы песню назвали „Вёсла“».
- «Моё поколение» впервые была издана в альбоме «Энергия». Первоначально у песни была другая первая строчка: «почти 2000 лет», но звукорежиссёр Андрей Тропилло предложил сходную по смыслу, но завораживающую «две тысячи тринадцатых лун», которую было решено оставить[21].

- «Ко мне» также вошла в альбом «Энергия». Она была написана в мае 1985 года, а её первым слушателем стал Александр Башлачёв. На концерте в Новосибирске в 1986 году[22] Константин Кинчев рассказал о том, что знакомые панки из Санкт-Петербурга говорят, что им очень нравится эта песня, и спрашивают: почему он не произносит в конце: «Мухтар». Исполнив песню, лидер группы так и не исполнил их пожелание, и немного смеясь сказал: «Панкам не будем уподобляться, да?»
- «Стерх» — заключительная песня в альбоме «Шестой лесничий», представлена в «Шабаше» в более быстром варианте. Она была написана в Санкт-Петербурге накануне пятого фестиваля Ленинградского рок-клуба (весна, 1987). Константин Кинчев рассказал, что песня писалась долго, не получалась и не отпускала его в течение трёх месяцев[23].

- В июне 1988 года Константин Кинчев рассказал Нине Барановской о том, что настал период, когда у него не пишутся песни[24]. Она ответила, что, должно быть, это вызвано усталостью и пройдёт. Это состояние тянулось целый год, но настал день, и Константин Кинчев написал песню «Ветер водит хоровод», после чего творческий кризис был преодолён[24]. Случилось это осенью 1989 года[1].

В 2003 году на концерте, посвященном двадцатилетию группы , во время исполнения песни «Ветер водит хоровод» произошёл конфликт, возможных последствий которого удалось избежать благодаря Константину Кинчеву, который произнёс такие слова: «Эй, уважаемые. Уважаемая милиция, зачем это делать-то? Давайте проводить концерт спокойно, я к милиции сейчас обращаюсь в первую очередь. Послушайте просто песни сами, песни-то о вас. А вас всех попрошу: врага вокруг и так до фига, между собой-то не надо. Мы ж как бы все одни, мы в одной стране живём. Друг-дружку любить надо, а не рожи друг другу квасить, врага найдётся. А то я вон смотрю уже коридор какой пошёл. Уважаемый ОМОН, не надо с детьми воевать, врага и так много. И уважаемые дети, не надо с ОМОНом воевать, это тоже ваши братья. Все мы живём здесь, у нас одна Родина, страна одна большая, которую надо защищать от внешнего-внешнего врага».
В альбоме одна из строчек композиции звучит так: «Сон не схоронил, а крест не спас / Тех, кто прожил в стороне», но впоследствии Константин Кинчев изменил её на «Сон не схоронил, а плач не спас / Тех, кто прожил в стороне», и сказал, что это было сделано, потому что крест всегда спасает.
- Песня «Чую гибель» и предваряющее её стихотворение «Емеля» были написаны Константином Кинчевым ещё в августе 1987 года в Адлере[1]. На песню планировалось снять видеоклип, режиссёром которого должен был стать Борис Литвинов[10].
- «Красное на чёрном» впервые была издана в альбоме «Блок ада». Константин Кинчев рассказал, что она не мучила его, написалась очень легко и сразу, и появилась после того, как в его голове крутился мотив песни группы «Kiss» «I Was Made For Lovin' You»[27]. Также он добавил, что у него было ощущение, что песня как и «Мы вместе» будет чем-то вроде визитной карточки группы[27]. Текст песни определил фирменные цвета «Алисы» и её поклонников, которых часто называют «чёрно-красными»[4]. По словам лидера группы «чёрный» и «красный» возникли ещё до альбома «Блок ада» и были его цветами, с которыми он пришёл в «Алису»[27].

- Песня «Всё это рок-н-ролл» была написана весной 1988 года, впервые исполнена в акустике в марте (Пермь), а в электричестве 9 апреля (Москва, ДК МЭИ) этого же года[1]. Ранее была записана для альбома «Ст. 206 ч. 2». Песня стала гимном отечественной рок-музыки[28]. Помимо сольного исполнения, представленного в альбоме «Шабаш» существует версия, записанная при участии многих рок-музыкантов: Вячеслава Бутусова, Юрия Шевчука, Владимира Шахрина, Гарика Сукачёва, Сергея Галанина, Александра Скляра, Сергея Высокосова, Джоанны Стингрей. По словам Константина Кинчева, песня лежала и не подходила ни под какой альбом, а в Тушино на концерте Ac/Dc, Metallica и Pantera к нему подошёл Гарик Сукачёв и сказал, что записывает альбом, состоящий из песен тех, кого он любит, и спросил, нет ли у него какой-нибудь композиции[29]. Лидер «Алисы» предложил ему «Всё это рок-н-ролл». Никто из участников не хотел петь строчку «Ну а мы, ну а мы педерасты», и это пришлось делать Джоанне[28]. На песню был снят видеоклип.

- На концерте в Новосибирске в 1986 году перед исполнением песни «Сумерки» Константин Кинчев сказал, что она была написана совершенно случайно и сама по себе не в его стиле, а в манере Александра Башлачёва[22]. Нина Барановская в своей книге «По дороге в рай…» пишет, что стала воспринимать Константина Кинчева как поэта, после того, как в январе 1987 года он принёс ей текст песни «Сумерки»[24].
- Песня «Шабаш 2» была написана осенью 1989 года и стала продолжением первой части, что образует в альбоме микроцикл[30].

- «Новая кровь», как и «Чую гибель», была написана в августе 1987 года в Адлере. С песней связан инцидент, произошедший на концерте в Перми в конце марта 1988 года. Во время последнего из четырёх концертов, проходивших в этом городе, на сцену вышли пятнадцать-двадцать человек с суровыми лицами, желая прервать мероприятие[24]. После того, как им объяснили, что зал заполнен людьми, которые пришли послушать свою любимую группу, и предложили поговорить после концерта, они молча спустились в зал[24]. Эти люди служили в Афганистане и были возмущены строчкой из песни: Кто-то прошёл через Афганистан, у него обнаружен СПИД[24]. Смысл этих слов заключался в том, что человек может остаться живым на жестокой войне, а после этого, дома, в мирное время погибнуть из-за какой-нибудь случайности[24]. Но эти люди, видимо, не правильно восприняли текст, и после концерта они зашли в гримёрку[24]. Здесь произошёл тяжёлый и длительный спор о войне, и после этого многие из тех, кто принимал в ней участие, уходя, пожимали Константину Кинчеву руку[24].
- «Всё в наших руках» Константин Кинчев посвятил Виктору Цою, трагически погибшему в автокатастрофе 15 августа 1990 года[31][32]. Песня была написана 23 сентября 1990 года, а её первое исполнение состоялось на следующий день, 24 сентября в СКК им. Ленина на концерте памяти Виктора Цоя[1]. В сентябре 1999 года «Наше радио» организовало акцию «Всё в наших руках». Многие рок-музыканты были приглашены в студию «ДДТ», для того, чтобы записать акустические версии своих лучших песен, а полученные от продажи записей средства должны были быть отправлены в помощь пострадавшим от террористических актов на улице Гурьянова и Каширском шоссе[33].

## Участники записи
- Константин Кинчев — вокал, акустическая гитара (12);
- Пётр Самойлов — бас-гитара, бэк-вокал;
- Игорь Чумычкин — гитара;
- Андрей Шаталин — гитара;
- Андрей Королёв — клавишные, бэк-вокал;
- Михаил Нефёдов — ударные.

## Обложка
Над обложкой «Шабаша» трудился художник Андрей Столыпин, чьи произведения также можно увидеть в альбомах «Блок ада» и «Шестой лесничий».
Первоначально задумывалось не то оформление, которое было принято. Кроме того, альбом должен был содержать вкладки, но Константин Кинчев не поддержал этот вариант.
В 1993 году Андрей Столыпин сказал, что это решение было правильным:

Мне нравится «Шабаш» в том варианте, в котором он есть сейчас. Хотя должно было быть всё более монументальным. Сейчас, задним числом, я не знаю, лучше бы это было или хуже. Во-первых, всё равно, наверное, чисто технологически это было не очень реально сделать. А во-вторых, не всеми в команде была воспринята идея, а конкретно — Константином. Ну, а коль не воспринято лидером, значит вопросы снимаются автоматически. И сегодня, относительно «Шабаша», я могу сказать, что я согласен с ним. Он прав в этой ситуации оказался.

Андрей Столыпин остался немного недоволен оформлением альбомов «Блок ада» и «Шестой лесничий», а «Шабаш», наоборот, назвал своей самой удачной работой.

## Издания

### LP
Впервые «Шабаш» был выпущен на LP Ленинградским заводом грампластинок в 1991 году (2LP). Время издания совпало с нарастающим в стране экономическим кризисом. Участники группы печатали пластинки за свои деньги и сами же распространяли их в Ленинграде, также альбом можно было купить в магазинах «Мелодия». По этой же причине тираж пластинок оказался существенно меньше, чем у предыдущих альбомов группы, изданных «Мелодией».
В 1993 году фирма «Moroz Records» с той же матрицы выпустила собственный тираж альбома. По оформлению издания практически одинаковы, за исключением лейбла «Moroz Records» на обложке и «яблоках» винила, а также полиграфии — обложка издания 1993 года отличается более качественным глянцем. Тираж пластинок «Moroz Records» был небольшим, и сейчас этот вариант издания является коллекционной редкостью.
В 2014 году фирма «Real Records» выпустила на виниле семь альбомов группы, в том числе и «Шабаш».

### МС
Единственный официальный релиз альбома на компакт-кассетах был осуществлён «Moroz Records» в 1993 году. Альбом был издан на двух кассетах и содержал 15 треков (7+8).

### CD
В отличие от предыдущих альбомов группы, этот не издавался на CD «Moroz Records». В 1993 году альбом был издан на одном CD компанией «А-ram». Основной тираж был изготовлен в Австрии на заводе DADC. В этом издании к альбому прилагался буклет на четыре страницы. Первый тираж был выпущен с ошибкой — на обложке были перепутаны краски, и цветовая гамма вместо «красного на чёрном» превратилась в «чёрное на красном».
В 1995 году «Шабаш» был выпущен на одном CD компанией «Звукореки» с четырёхстраничным буклетом. Тираж также изготавливался в Австрии, но его первая часть оказалась бракованной — была записана совсем другая фонограмма. Во второй части тиража ошибка была исправлена, в релиз вошло 14 песен. В 1996 году вышло новое ремастерированное издание, которое по сравнению с предыдущим содержало одну дополнительную песню — впервые на CD появилась композиция «Всё это рок-н-ролл». Также был добавлен буклет на двадцать страниц.
В 1997 году «Шабаш» был издан на CD лейблом «Экстрафон». Этот выпуск стал первым «двойником» «Алисы», изданном на CD — предыдущие релизы издатели умещали на одном диске. Тираж был сделан в Чехии на заводе GZ и содержал 20-страничный буклет.
В 2003 году появилось новое издание в слипкейсе, которое было изготовлено в Екатеринбурге на заводе UEP.
В 2009 году Real Records переиздал 17 номерных альбомов «Алисы» в большой картонной коробке. Издания в формате Digipack дополнены бонус-треками из концертных альбомов.

### Видео
27-28 октября 1990 года в Лужниках «Алиса» отыграла 4 концерта, по два концерта в день (в 14 и 19 часов). На первых трёх перед группой выступала Джоанна Стингрей, а в основу альбома была положена запись четвёртого, состоявшегося вечером 28 числа. В эти дни проводилась не только звукозапись, но и видеосъёмка, и в дальнейшем предполагался выпуск версии альбома на видео. Однако этот материал до сих пор не издан и нигде не демонстрировался. Видео нескольких песен с ленинградских концертов 26-30 сентября 1990 года в СКК, где группа играла ту же программу, вошли в мультимедиаэнциклопедию «Быль да Сказки» (1998). Поклонники «Алисы» предпринимали попытку восстановить видеоверсию концерта путём совмещения этих видеозаписей с аудиозаписью альбома.

## Критика
Константин Кинчев в одном из интервью сказал, что альбом имеет очень важное значение:

Для нас «Шабаш» значил очень много. Это, прежде всего, смерть Саши Башлачёва и его отпевание. Весь альбом об этом. Меня он долго мучил и, поэтому, вышел таким нервным и психически тяжёлым.

Нина Барановская называет песню «Шабаш» одной из лучших композиций Константина Кинчева. Она пишет, что «знает очень мало произведений, в которых с такой болью, с такой любовью, с такой тоской и такой надеждой говорится о её родном городе» Санкт-Петербурге. Также она называет весь альбом «Шабаш» наиболее зрелой работой группы «Алиса» (книга писалась в 1992 году): «смущает только качество пластинок. А так — отличное оформление, отличные песни, мощная энергетика. И главное, в нём „дышит дух“».
Автор книги «Алиса. 100 страниц» пишет, что «перед группой стояла ответственная задача — качественно записать новый материал на концерте, и после пяти-шести часовых репетиций в ДК Моряков непростая в музыкальном отношении программа была отработана идеально». Он также говорит о том, что «по меркам того времени, концертник записан замечательно, хотя на слух не так уж просто определить, какие партии альбома записаны на концерте, а что доработано в студии».
Алексей Непомнящий в своей статье «Рок-н-ролл — это не работа» называет состав, в котором «Алиса» записала «Шабаш», золотым. Он считает, что с этого альбома началось постепенное изменение звучания группы: «Здесь были исполнены старые программные вещи, такие как „Все это рок-н-ролл“, „Красное на чёрном“, „Ко мне“, относящиеся по своему духу к восьмидесятым, так и „Стерх“, „Лодка“ и так далее, определившие собой переход к новому стилю».
Бывшие участники группы «Алиса» — барабанщик Михаил Нефёдов и гитарист Андрей Шаталин — на вопрос «какой из альбомов они считают лучшим?» ответили: «Шабаш».

## Концерт «Шабаш 20 лет спустя»
В 2011 году, 29 апреля в Москве и 1 мая в Санкт-Петербурге, прошли концерты, ознаменовавшие двадцатилетнюю годовщину выхода альбома. С приходом весны началась подготовка к данному мероприятию. Жена Константина Кинчева на официальном сайте предложила поклонникам группы принять участие в этой работе: из их личных архивов был собран массив фотографий времён «Шабаша», который во время концертов транслировался на больших экранах. Наибольшее их количество было представлено во время барабанного соло под электронные каверы на композиции из альбома.
Также проводилась работа над оформлением сцены, во время которой пришлось уделить много времени на подбор правильно развевающейся на ветру материи и нужных вентиляторов. Концерт в Санкт-Петербурге уступал московскому по специальным эффектам из-за невозможности их применения в зале ДС «Юбилейный». На каждом из концертов были сыграны все композиции из альбома «Шабаш».